# Chūō-Shinkansen
| Chūō-Shinkansen                                   | Chūō-Shinkansen                                                     |
| ------------------------------------------------- | ------------------------------------------------------------------- |
| Zug der Baureihe L0 auf der Yamanashi-Teststrecke |                                                                     |
|                                                   |                                                                     |
| Streckenlänge:                                    | Gesamt: ca. 438 km, davon im Bau: 236,9 km, fertiggestellt: 48,7 km |
| Stromsystem:                                      | 33.000 V ~                                                          |
| Maximale Neigung:                                 | 40 ‰                                                                |
| Minimaler Radius:                                 | 8.000 m                                                             |
| Streckengeschwindigkeit:                          | 505 km/h                                                            |
|                                                   |                                                                     |

Die Chūō-Shinkansen (jap. 中央新幹線) ist eine geplante Langstrecken-Magnetschwebebahnlinie in Japan, die etwa hälftig in Bau und zu 50 km fertiggestellt ist. Sie führt von Tokio über Nagoya nach Osaka in Japan und soll einen dreistelligen Milliarden-Betrag kosten. Züge des Typs JR-Maglev sollen hier eine Höchstgeschwindigkeit von 505 km/h erreichen und zu großen Teilen in Tunneln verkehren. Die Fahrzeit auf den bevorzugt fertigzustellenden 290 Kilometern zwischen Tokio und Nagoya soll sich auf 40 Minuten halbieren. Die Strecke ist das Ergebnis von Forschungen, die in den 1970er Jahren durch Japan Airlines und die Japanische Staatsbahn begonnen wurden und derzeit von der Central Japan Railway Company durchgeführt werden. Die Züge sind in Japan als Linear Motor Car (リニアモーターカー, rinia mōtā kā) bekannt.

## Geschichte
Schon seit Mitte der 1980er Jahre war immer wieder über eine Alternative zur Route Tōkaidō-Shinkansen zwischen Tokio und Osaka diskutiert worden, da die sehr große und weiter wachsende Fahrgastnachfrage auf der ältesten Shinkansen Japans eine extrem dichte Zugfolge erforderlich macht. Dies führt zum einen dazu, dass für zukünftige Angebotsausweitungen de facto keine Streckenkapazität zur Verfügung steht und zudem die Strecke im Falle extern bedingter Störungen einen neuralgischen Punkt im Verkehrsnetz Japans darstellt. Es wurden daher bereits frühzeitig folgende Eckpunkte festgelegt:
- der Einsatz im Geschwindigkeitsbereich oberhalb von 300 km/h bis ca. 600 km/h,
- eine deutliche Reduzierung der Fahrweg-Instandhaltungskosten (im Vergleich zu Rad-Schiene),
- die Halbierung der Fahrzeit gegenüber der bestehenden Rad-Schiene-Hochgeschwindigkeitsverbindung zwischen Tokio und Osaka,
- eine deutliche Reduzierung der Geräuschentwicklungen sowie
- eine Verringerung der Bodenerschütterungen.

Diese Eckpunkte wiesen schon damals darauf hin, dass man konkret eine Magnetschwebebahn im Auge hatte, die allerdings zunächst auf Grund der dramatischen Verschuldungssituation der japanischen Staatsbahn (1987 aufgespalten und privatisiert) sowie auf Grund der Rezession Japans in den 1990er-Jahren nicht umgesetzt werden konnte.
Am 25. Dezember 2007 gab die JR Central den Start der Planungen für den Bau der Strecke von Tokio nach Nagoya bekannt.

## Versuchsstrecke Yamanashi
In den Jahren 1990 bis 1996 wurde in Tsuru, Präfektur Yamanashi eine zunächst 18,4 Kilometer lange Teststrecke errichtet, auf der zwischen 1997 und 2011 umfangreiche Tests der Maglev-Technologie stattfanden. Am 2. Dezember 2003 erreichte dabei ein Testzug die Höchstgeschwindigkeit von 581 km/h. Die Strecke war bereits so konzipiert worden, dass sie später in die Chūō-Shinkansen integriert werden kann. 2008 begann die Erweiterung auf 42,8 Kilometer, die 2013 fertiggestellt wurde. Am 28. August 2013 begannen Testfahrten auf der verlängerten Teststrecke, um insbesondere die Fahrzeuge der Shinkansen-Baureihe L0 unter Bedingungen testen zu können, die dem späteren kommerziellen Einsatz nahe kommen. Am 21. April 2015 wurde ein neuer Geschwindigkeitsweltrekord von 603 km/h aufgestellt.

## 1. Bauabschnitt: Tokio (Shinagawa) – Nagoya

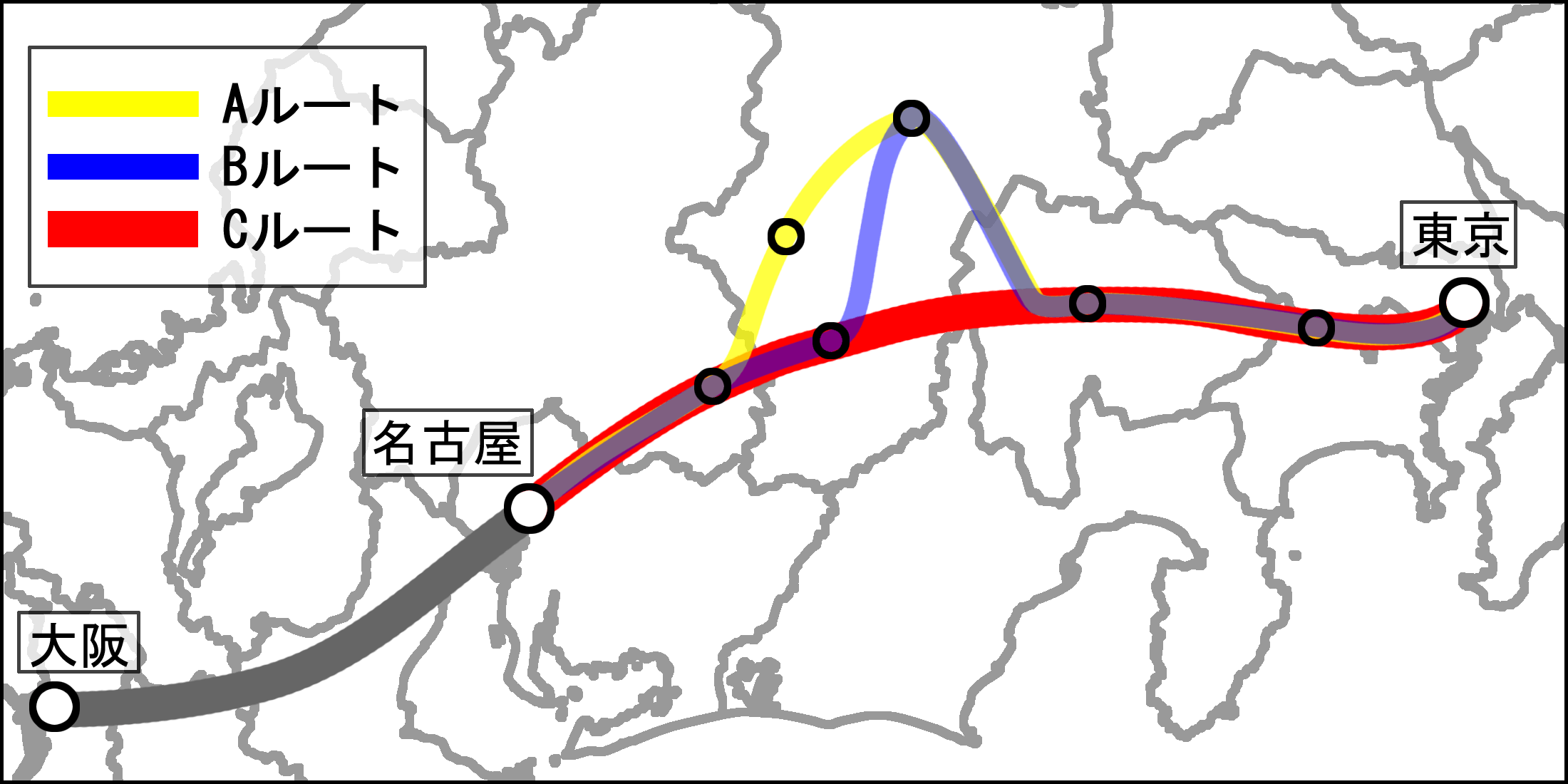
Routenvarianten zwischen Kōfu und Nakatsugawa

Das Ministerium für [Staats-]Land und Verkehr (MLIT) genehmigte am 31. Oktober 2014 den Bau des ersten Bauabschnitts von Tokio nach Nagoya. Vorausgegangen war eine mehrjährige Routendiskussion, in der drei Varianten detailliert untersucht worden waren, die sich in ihrer Streckenführung zwischen Kōfu und Nakatsugawa unterscheiden.
| Variante | Route                                    | Länge (km) | Kosten (JPY)   | Kürzeste Reisezeit | Nachfrageprognose |
| -------- | ---------------------------------------- | ---------- | -------------- | ------------------ | ----------------- |
| A        | via Kiso-Tal                             | 334        | 5,63 Billionen | 46 Minuten         | 15,6 Mrd. Pkm     |
| B        | via Ina-Becken (Chino, Ina, Iida)        | 346        | 5,74 Billionen | 47 Minuten         | 15,3 Mrd. Pkm     |
| C        | unter den Japanischen Alpen und via Iida | 286        | 5,10 Billionen | 40 Minuten         | 16,7 Mrd. Pkm     |

Während die Präfektur Nagano auf eine Anbindung der Region durch die neue Magnetschwebebahn hinwirkte, favorisierte JR Central von Beginn an eine direktere Streckenführung unter dem Akaishi-Gebirge in den Japanischen Alpen hindurch. JR Central gab am 18. September 2013 bekannt, dass Routenvariante C als kosteneffizienteste zur Realisierung gebracht werden solle. 246,6 Kilometer (ca. 86 %) werden in Tunneln realisiert, 23,6 km (ca. 8 %) auf Viadukten, 11,3 Kilometer (ca. 4 %) als Brücken und nur 4,1 km (ca. 2 %) werden ebenerdig geführt. Die Viadukte werden mit Lärmschutzwänden ausgestattet oder komplett eingehaust, um die Lärmbelastung der Streckenumgebung möglichst gering zu halten. Die Yamanashi-Teststrecke wird in die Neubaustrecke integriert. JR Central rechnet mit reinen Baukosten von 4,158 Billionen Yen (rund 29,6 Milliarden Euro bzw. 35,9 Milliarden Schweizer Franken), ohne Berücksichtigung der bereits verausgabten Kosten für die Yamanashi-Teststrecke und die erforderliche Fahrzeugbeschaffung.
Anders als bei der Tōkaidō-Shinkansen, die von der Chūō-Shinkansen entlastet werden soll und am Bahnhof Tokio beginnt, wird die Chūō-Shinkansen ihren unterirdischen Linienendpunkt am Bahnhof Shinagawa haben. Dies erfordert den Bau einer sehr tiefen Tunnelstrecke im Stadtgebiet Tokios, so dass die Bahnsteige der Chūō-Shinkansen in Shinagawa in 40 Metern Tiefe liegen werden. In Nagoya wurde 2017 ein neuer Bahnhofskomplex („JR Gate Tower“) fertiggestellt, der unterirdisch den Bahnhof für die Magnetschwebebahn als Bauvorleistung enthält.
Der offizielle Baubeginn des ersten Bauabschnitts war am 17. Dezember 2014, die Inbetriebnahme war ursprünglich für das Jahr 2027 geplant. Zwischenzeitlich wurde auch eine Betriebsaufnahme auf dem Streckenabschnitt zwischen Tokio und Kōfu für das Jahr 2020 in Erwägung gezogen, um ähnlich wie 1964 mit der Tōkaidō-Shinkansen die neue Technologie im Rahmen der Olympischen Sommerspiele 2020 in Tokio der Weltöffentlichkeit präsentieren zu können. Dies hätte jedoch zu einer deutlichen Kostensteigerung geführt, da im Vorfeld der Olympischen Spiele aufgrund der hohen Bautätigkeit mit einem starken Anstieg der Personalkosten zu rechnen war. 2022 wurde der Eröffnungstermin auf unbestimmte Zeit verschoben, da die Präfektur Shizuoka die erforderliche Baugenehmigung verweigert. Die Präfekturverwaltung begründet die Ablehnung mit Befürchtungen, dass während der Tunnelbauarbeiten Grundwasser eindringen könnte, was sich negativ auf die Wassermenge des Flusses Ōi und damit auf die Landwirtschaft der Präfektur, die vor allem für ihren Grüntee bekannt ist, auswirken könnte. Im März 2024 wurde die Eröffnung schließlich aufgrund der Verzögerungen der Bauarbeiten auf frühestens 2034 verschoben. Die Kosten des Projekts werden nun auf 7,04 Billionen Yen (rund 41 Milliarden Euro) geschätzt.

### Streckenverlauf
| Bahnhof                                  | Japanisch  | Entfernung von Shinagawa (km) | Umsteigemöglichkeiten | Ort         | Ort                 |
| ---------------------------------------- | ---------- | ----------------------------- | --- | ----------- | ------------------- |
| Shinagawa                                | 品川駅     | 0,0                           | JR East Keihin-Tōhoku-Linie, Tōkaidō-Hauptlinie, Yamanote-Linie, Yokosuka-Linie, JR Central Tōkaidō-Shinkansen, Keikyū Keikyū-Hauptlinie                                                                                | Shinagawa   | Präfektur Tokio     |
| Bahnhof Präfektur Kanagawa Planungsname  | 神奈川県駅 | ?                             | JR East Yokohama-Linie, Sagami-Linie, Keiō Dentetsu Sagamihara-Linie | Sagamihara  | Präfektur Kanagawa  |
| Bahnhof Präfektur Yamanashi Planungsname | 山梨県駅   | ?                             | | Kōfu        | Präfektur Yamanashi |
| Bahnhof Präfektur Nagano Planungsname    | 長野県駅   | ?                             | | Iida        | Präfektur Nagano    |
| Bahnhof Präfektur Gifu Planungsname      | 岐阜県駅   | ?                             | JR Central Chūō-Hauptlinie | Nakatsugawa | Präfektur Gifu      |
| Nagoya                                   | 名古屋駅   | 285,6                         | JR Central Tōkaidō-Shinkansen, Tōkaidō-Hauptlinie, Chūō-Hauptlinie, Kansai-Hauptlinie, Takayama-Hauptlinie, Nagoya Rinkai Kōsoku Tetsudō Aonami-Linie, U-Bahn Nagoya Higashiyama-Linie, U-Bahn Nagoya Sakura-dōri-Linie | Nagoya      | Präfektur Aichi     |

## Fahrzeugeinsatz
Nach Fertigstellung der Chūō-Shinkansen werden die Fahrzeuge der Shinkansen-Baureihe L0 zum Einsatz kommen, die derzeit auf der Yamanashi-Teststrecke ausgiebig unter Realbedingungen getestet und so zur Serienreife gebracht werden. Trotz Weltrekordfahrt vom 21. April 2015 mit 603 km/h werden die Züge nach Eröffnung der Strecke mit maximal 505 km/h betrieben.

## 2. Bauabschnitt: Nagoya – Osaka
Die Realisierung des 2. Bauabschnitts der Chūō-Shinkansen zwischen Nagoya und Osaka wurde bis spätestens 2037 avisiert. Wegen der Verzögerung des 1. Bauabschnitts ist dies jedoch unwahrscheinlich. Die Fahrzeit zwischen Shinagawa und Osaka soll 67 Minuten betragen und somit über eine Stunde schneller sein als die schnellste Verbindung auf der Tōkaidō-Shinkansen (2 Stunden 22 Minuten).